# Клиний
Клиний (др.-греч. Κλεινιάς; V век до н. э., Таранто — IV век до н. э.) — древнегреческий философ-пифагореец и современник Филолая, мнимый автор более позднего сочинения «О святости и благочестии». Согласно Диогену Лаэртскому, который ссылается на Аристоксена, Клиний совместно с другим пифагорейцем, Амиклом из Гераклеи отговорили Платона от сожжения сочинений Демокрита.
Клиния описывали как человека образцового поведения и нрава. Согласно Спинтару, он откладывал все увещания и наказания до тех пор, пока не восстановит спокойствие души. Подобно легендарному Ахиллу, Клиний успокаивал себя игрой на лире.
Как и другим пифагорейцам, Клинию была свойственна поддержка товарищей по учению. Так он отправился в Кирену, чтобы помочь Прору Киренскому, зная о нём лишь то, что тот был пифагорейцем. Он помог Прору, невзирая на уменьшение собственного богатства и не избегая опасного путешествия.
Его изречение приводит Плутарх:

На это откликнулся Олимпик: «Мне вот очень нравится сказанное пифагорейцем Клинием. На вопрос, в какое время предпочтительно следует сходиться с женой, он ответил: „Когда тебе более всего захочется причинить себе вред“»